# Solomon Okoronkwo
Solomon Ndubisi Okoronkwo (* 2. März 1987 in Enugu) ist ein ehemaliger nigerianischer Fußballspieler.

## Karriere

### Vereine
In der Jugend beim FC Gabros International fußballerisch groß geworden und bis 2004 dem Profi-Team angehörig, wechselte Okoronkwo 2005 nach Deutschland, zum Bundesligisten Hertha BSC. In zwei Spielzeiten bestritt er 17 Ligaspiele, sein erstes dauerte nur wenige Sekunden, da er am 6. August 2005 (1. Spieltag) beim 2:2-Unentschieden im Auswärtsspiel gegen Hannover 96 für Nando Rafael in der 90. Minute zum Einsatz kam. Noch während der laufenden Folgesaison wurde mit dem abstiegsbedrohten Zweitligisten Rot-Weiss Essen ein Leihgeschäft bis Ende der Saison vereinbart, so dass Okoronkwo mit Beginn der Rückrunde, am 28. Januar 2006 (19. Spieltag), bei der 1:3-Niederlage im Auswärtsspiel gegen den SC Freiburg, bereits zum Einsatz kam. Sein erstes Tor erzielte er am 16. März 2006 (26. Spieltag) beim 3:1-Sieg im Auswärtsspiel gegen den Karlsruher SC mit dem Treffer zum zwischenzeitlichen 1:0 in der 43. Minute. In der dritten Spielzeit für Hertha BSC, in der er 22 Mal im Ligaspielbetrieb zum Einsatz kam, gelang ihm am 18. August 2007 (2. Spieltag) mit dem Treffer zum 3:1-Endstand im Heimspiel gegen den VfB Stuttgart auch sein erstes Bundesligator.
Im August 2008 verließ er Hertha BSC und wechselte für circa 1,4 Mio. € zum russischen Erstligisten Saturn Ramenskoje, bei dem er einen 2 ½ Jahre gültigen Vertrag unterzeichnete und ab 31. August spielberechtigt war. Sein Debüt gab er am 13. September 2008 (21. Spieltag) beim 2:0-Sieg im Heimspiel gegen den FK Tom Tomsk. Nachdem er in seiner ersten Spielzeit nur neun Ligaspiele, in der Folgesaison gar nur fünf Ligaspiele bestritt, wechselte er im Januar 2011 zum norwegischen Erstligisten Aalesunds FK, für den er am 1. April 2011 (2. Spieltag) bei der 0:2-Niederlage im Auswärtsspiel gegen Vålerenga Oslo debütierte. Nach nur 12 Ligaspiele am Ende der Saison wechselte er während der laufenden Saison zum ungarischen Erstliga-Aufsteiger Pécsi Mecsek FC, für den er mit sieben Rückrundeneinsätzen und einem Tor – am 26. Mai 2012, dem letzten Spieltag bei der 3:4-Niederlage im Heimspiel gegen Honvéd Budapest – zum Ligaverbleib beitrug.
Okoronkwo überzeugte seit dem 18. Juni 2013 als Trainingsgast Falko Götz, Trainer des Zweitligisten FC Erzgebirge Aue, sodass eine schnelle Einigung getroffen und er mit einem Zweijahresvertrag ausgestattet werden konnte. Seit Januar 2015 spielt Okoronkwo für den SV Sandhausen. Am 7. Juli 2015 wurde er als Neuzugang beim Regionalligisten 1. FC Saarbrücken vorgestellt, dessen neuen Trainer Falko Götz er bereits von früheren Stationen kannte. Ab Sommer 2016 war er vertragslos und hielt sich im folgenden halben Jahr in Berlin fit. Anfang 2017 unterschrieb er einen Vertrag bei der TSG Neustrelitz.
Am 31. Mai 2017 unterschrieb Okoronkwo beim DDR-Rekordmeister BFC Dynamo.
Am 6. August 2020 wurde bekannt, dass Okoronkwo einen Vertrag beim Berliner Oberligisten Charlottenburger Fußball-Club Hertha 06 für die Saison 2020/21 unterschrieben hat. Knapp ein Jahr später wechselte er dann kurzfristig für zwei Monate zum Ligarivalen Brandenburger SC Süd 05, ehe Okoronkwo im September 2021 zum CFC Hertha 06 zurückkehrte.
Während der Saison 2024/25 beendete er seine Karriere im Herrenbereich und spielt seitdem für die alten Herren (Ü32) von Hertha BSC.

### Nationalmannschaft
Okoronkwo bestritt von 2007 bis 2011 vier Partien für die nigerianische A-Nationalmannschaft und nahm außerdem vom 7. bis 23. August 2008 an den Olympischen Spielen in Peking teil. Er bestritt alle sechs Turnierspiele einschließlich des mit 0:1 gegen die Auswahl Argentiniens verlorenen Finales.

## Erfolge
- Silbermedaillen-Gewinner bei den Olympischen Sommerspielen 2008
- Norwegischer Pokalsieger: 2011
- Berliner Pokalsieger: 2018